# Echinochloa turneriana
Echinochloa turneriana là một loài thực vật có hoa trong họ Hòa thảo. Loài này được (Domin) J.M.Black mô tả khoa học đầu tiên năm 1943.